# Spoorlijn Gronau - Coevorden

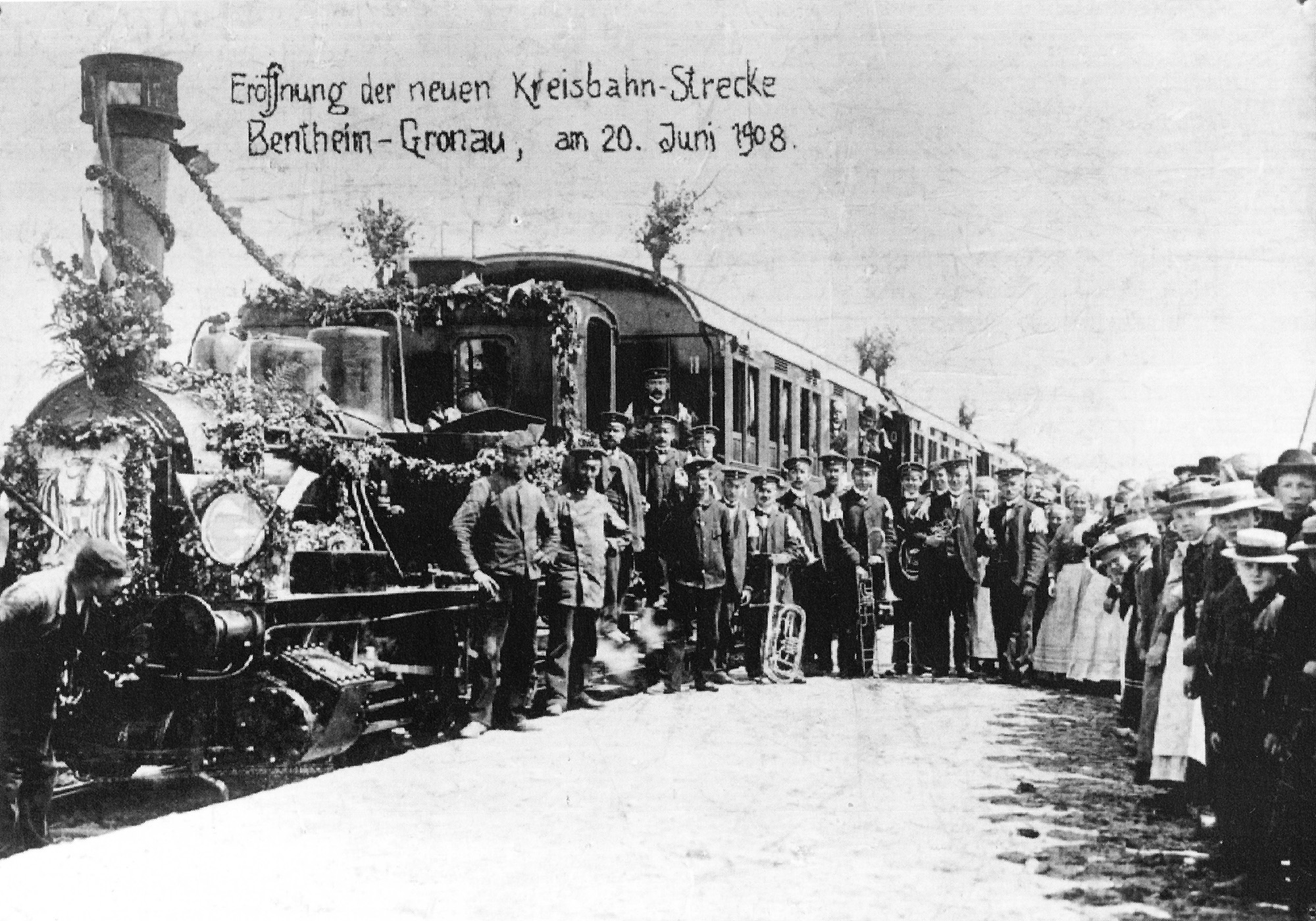
Opening van de zuidelijke lijn Bentheim - Gronau in 1908

De spoorlijn Gronau - Coevorden loopt van Gronau in de Duitse deelstaat Noordrijn-Westfalen naar Coevorden in de Nederlandse provincie Drenthe. De lijn gaat grotendeels door Nedersaksen en is tussen 1895 en 1910 aangelegd door de Bentheimer Kreisbahn (BK). De BK beheert nog steeds het Duitse gedeelte als spoorlijn DB 9203, maar sinds 1923 onder de naam Bentheimer Eisenbahn AG (BE). De BE verzorgt ook het reizigersvervoer als RB 56.
De spoorlijn bestond uit een zuidelijke lijn, van station Gronau (Westf) naar Bentheim (sinds 6 juni 1979: Bad Bentheim), en een noordelijke lijn van het BE-station Bentheim (sinds 1997 hotel) naar station Coevorden. De zuidelijke lijn is opgebroken op een klein deel na, dat de aansluiting vormt met Ochtrup-Brechte via DB 9209.

## 21e eeuw
Vanaf het begin van de 21e eeuw werd gestreefd naar heropening van de personendienst, om vooral de stad Nordhorn (ruim 50.000 inwoners) weer per trein bereikbaar te maken. De noordelijke lijn werd sinds 1974 alleen voor goederenvervoer gebruikt, maar wel intensief. Op de spoorlijn gold een maximumsnelheid van 50 km/u voor de goederentreinen. Dit kwam mede door het grote aantal onbeveiligde overwegen, waar regelmatig ongelukken gebeurden. Aanpassing en modernisering van de spoorlijn en samenvoeging of sluiting van overwegen waren nodig om een reizigersdienst met een hogere maximumsnelheid mogelijk te maken.
Regiopa
In maart 2016 gunde het Landesnahverkehrsgesellschaft Niedersachsen (de vervoersautoriteit van Nedersaksen) aan de BE de opdracht om het personenvervoer op de lijn te verzorgen voor een periode van voorlopig drie jaar, met de mogelijkheid van verlenging tot twintig jaar. Alstom ontving een order voor vijf Coradia Lint 41 regionale treinstellen. Het project onder de naam Regiopa (een samentrekking van 'Regio' en 'Europa') houdt onder meer in:
- met ingang van 9 december 2018 een uurdienst van de Regiopa Express met Lint-treinstellen,
- verhoging van de baanvaksnelheid van 50 tot 80 km/u,
- aanpassing van sporen, seinstelsel en overwegen ter vergroting van de veiligheid,
- vernieuwing van de stationsgebouwen in Bad Bentheim, Nordhorn en Neuenhaus,
- opening van spoorweghaltes in Quendorf, Nordhorn Blanke en Neuenhaus Süd.

De treindienst, die in het Duitse spoorboek als RB56 wordt aangeduid, startte niet zoals eerder aangekondigd in december 2018. Pas op 18 januari 2019 werden de eerste twee Coradia Lint 41-treinstellen in Bad Bentheim afgeleverd. Vanwege bezwaarprocedures was er vertraging tot de zomer van 2019. Vanaf 7 juli 2019 is er, na een onderbreking van 45 jaar, opnieuw reizigersvervoer tussen Bad Bentheim en Neuenhaus, wederom verzorgd door Bentheimer Eisenbahn AG. Deze onderneming verzorgt ook het goederenvervoer per spoor en het streekvervoer per bus in de Landkreis Grafschaft Bentheim.

## Toekomstplannen
Er bestaan concrete plannen om de reizigersdienst te verlengen van Neuenhaus via Veldhausen, Hoogstede, Emlichheim en Laarwald naar Coevorden en eventueel verder via de "Emmerlijn" naar Nieuw Amsterdam en Emmen. Een studie van het instituut CIMA in samenwerking met de Rijksuniversiteit Groningen in opdracht van de BE, de Landkreis en de provincie Drenthe voorspelt een reizigersaantal van ongeveer 1530 per dag. Als streefjaar wordt 2025 genoemd.
Ook de "Bentheimer Kurve", een spoorwegboog ten oosten van Bentheim die rechtstreeks treinverkeer tussen Nordhorn en Rheine mogelijk zou moeten maken, maakt deel uit van plannen voor een wat verdere toekomst. 
In augustus 2020 werd aan de Technische Universiteit Braunschweig de opdracht verstrekt tot een haalbaarheidsstudie naar reactivering en deels heraanleg van het baanvak van Bad Bentheim naar Gronau.
Voorbereiding
Ter voorbereiding op de verlenging van de reizigersdienst richting Emlichheim en Coevorden kocht de Bentheimer Eisenbahn in 2023 zes extra Coradia Lint 41-treinstellen tweedehands van Deutsche Bahn. Deze treinstellen uit de DB-Baureihe 648.0 dateren uit 2000 en 2001 en komen overeen met de vijf reeds in gebruik zijnde Lints. Het plan is drie stuks op te knappen met gebruikmaking van onderdelen van de overige drie. De werkzaamheden aan de infrastructuur moeten medio 2024 beginnen, waarna de doorgaande treindienst van Bad Bentheim via Neuenhaus naar Coevorden van start zou moeten gaan aan het einde van 2026, dus niet een jaar eerder zoals aanvankelijk gedacht.
De provincie Drenthe en het Nederlandse Ministerie van Infrastructuur en Waterstaat dragen in totaal 27,8 miljoen euro bij aan de reactivering van de reizigersdienst richting Coevorden.

## Galerij

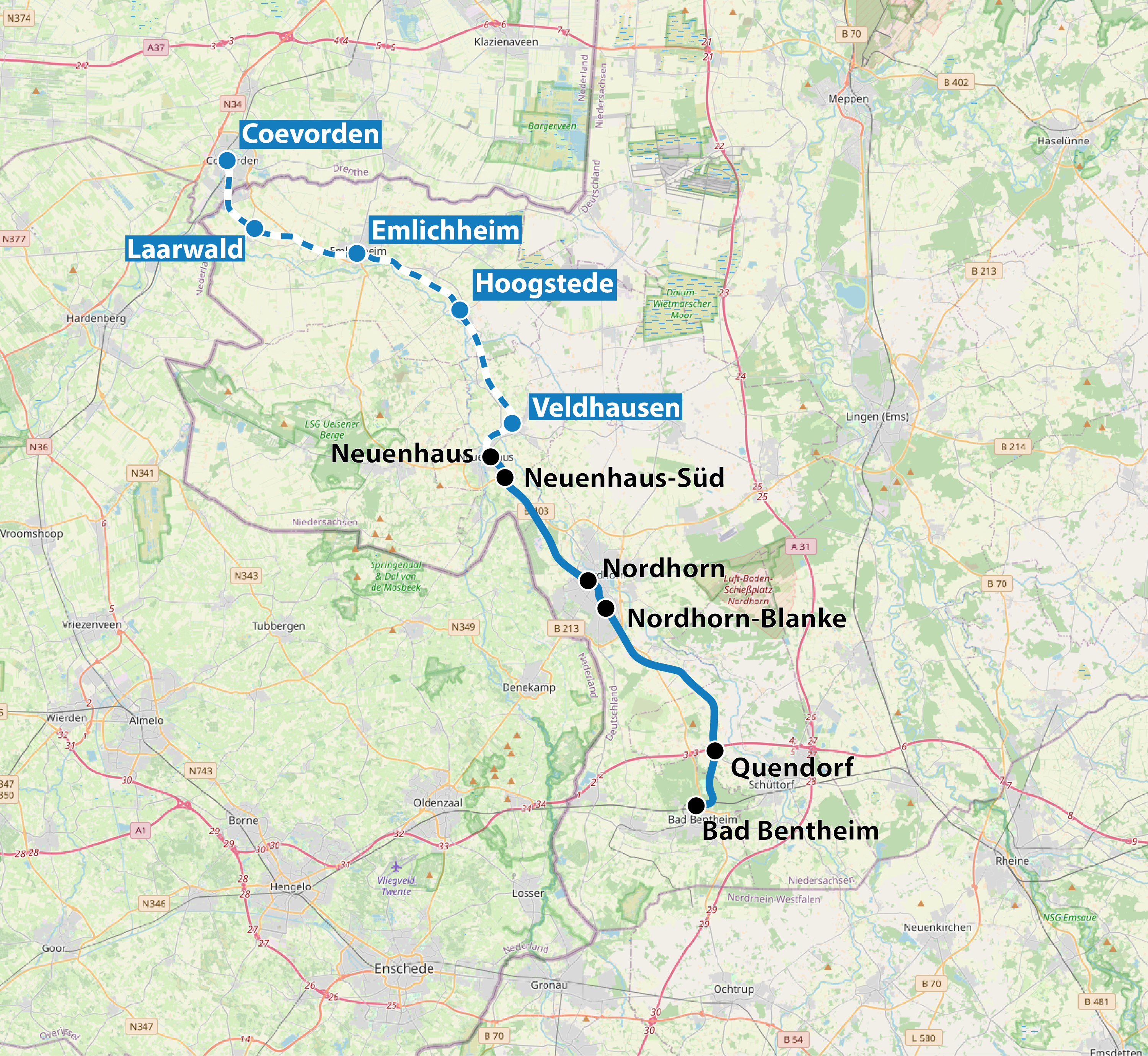
Trajectkaart
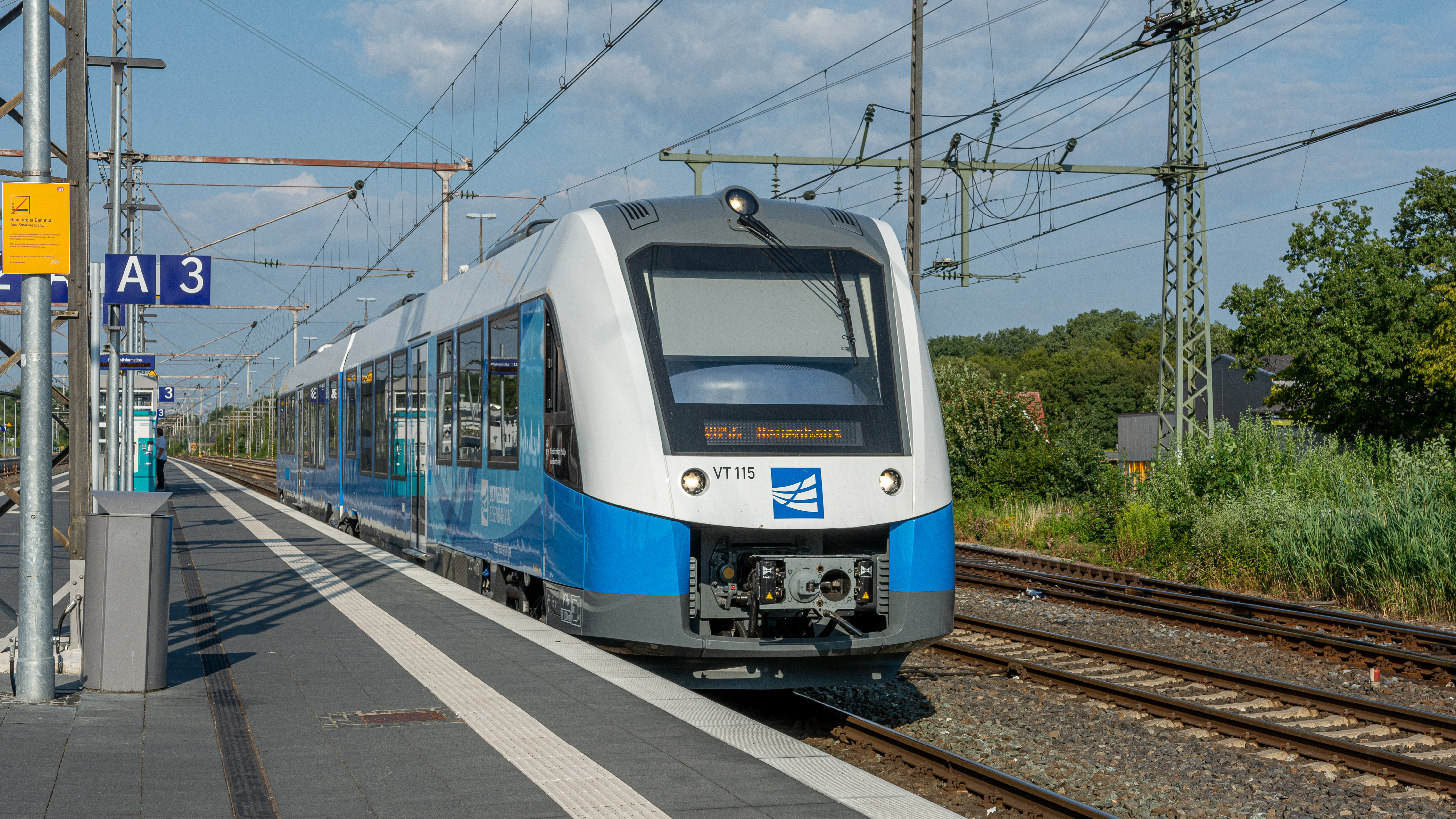
LINT in station Bad Bentheim
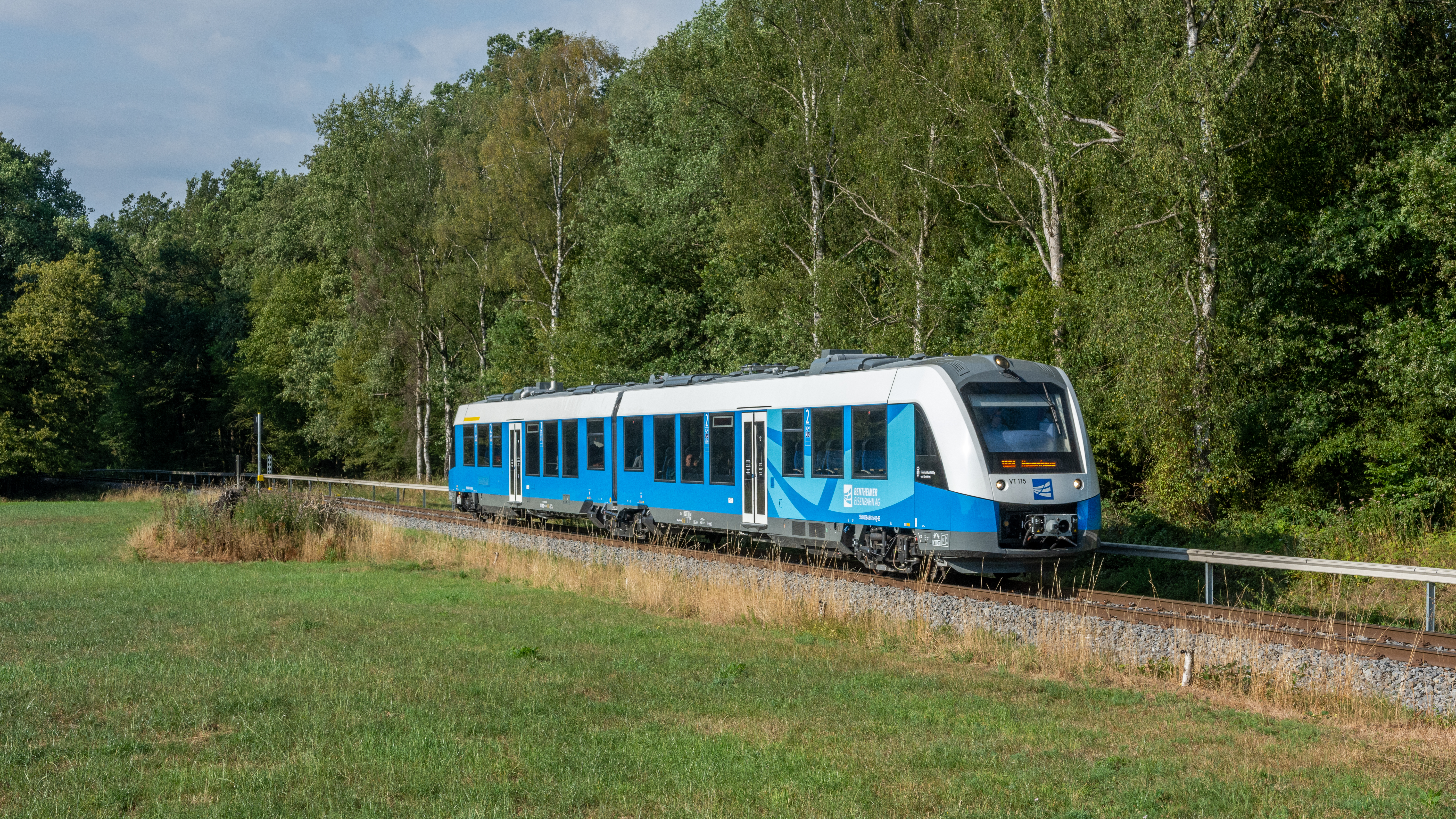
Quendorf
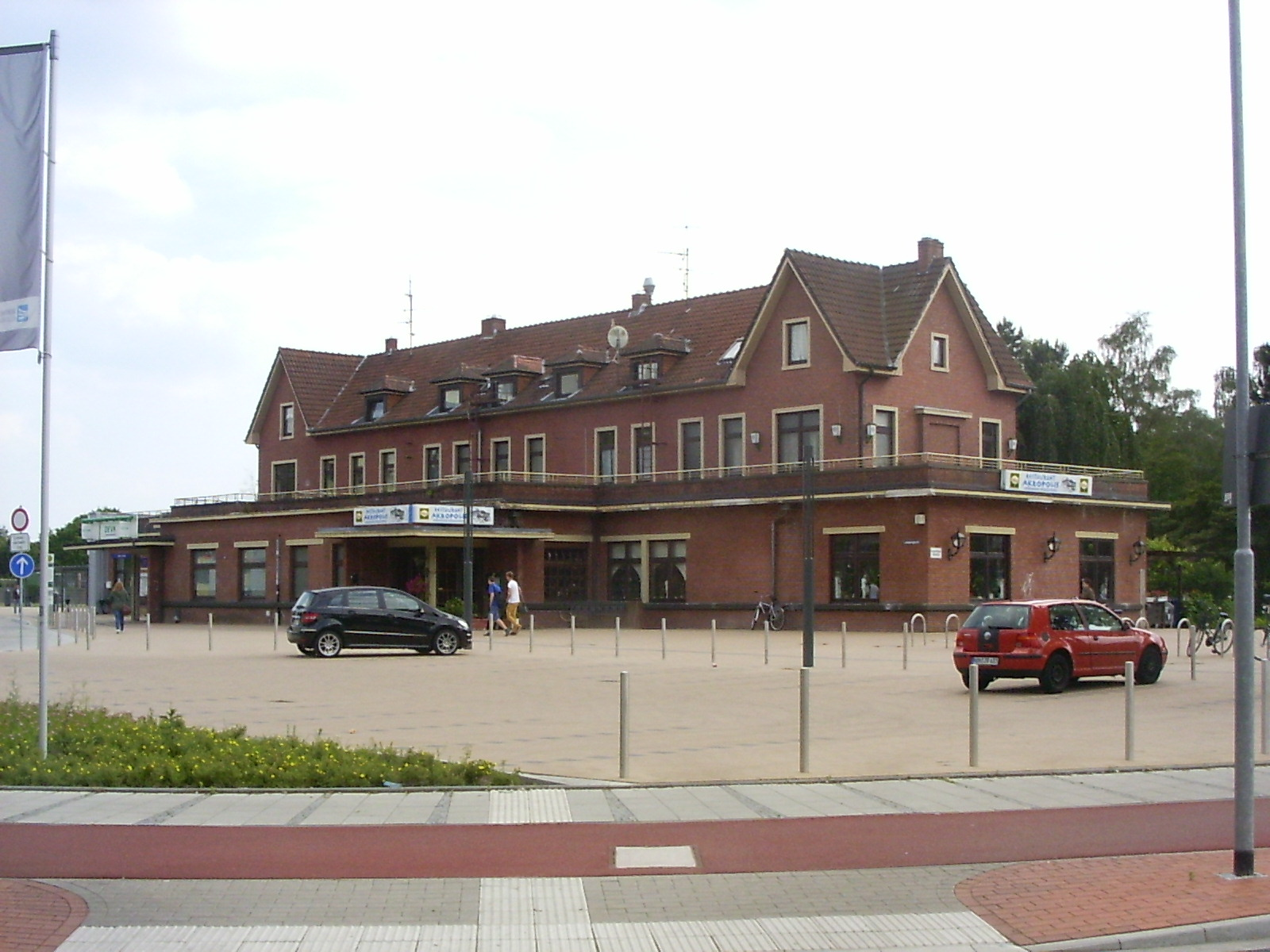
Station Nordhorn
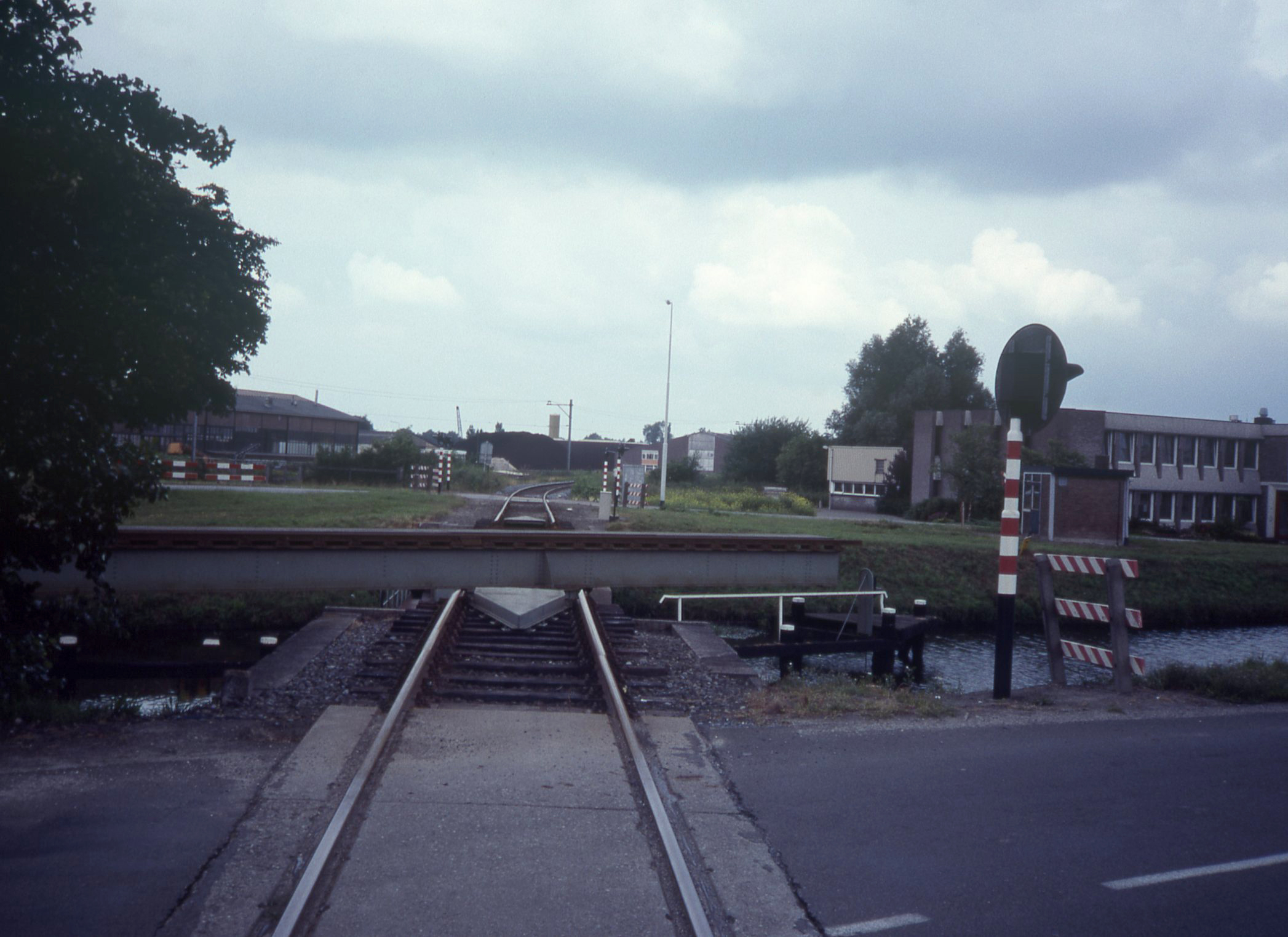
Draaispoorbrug Coevorden
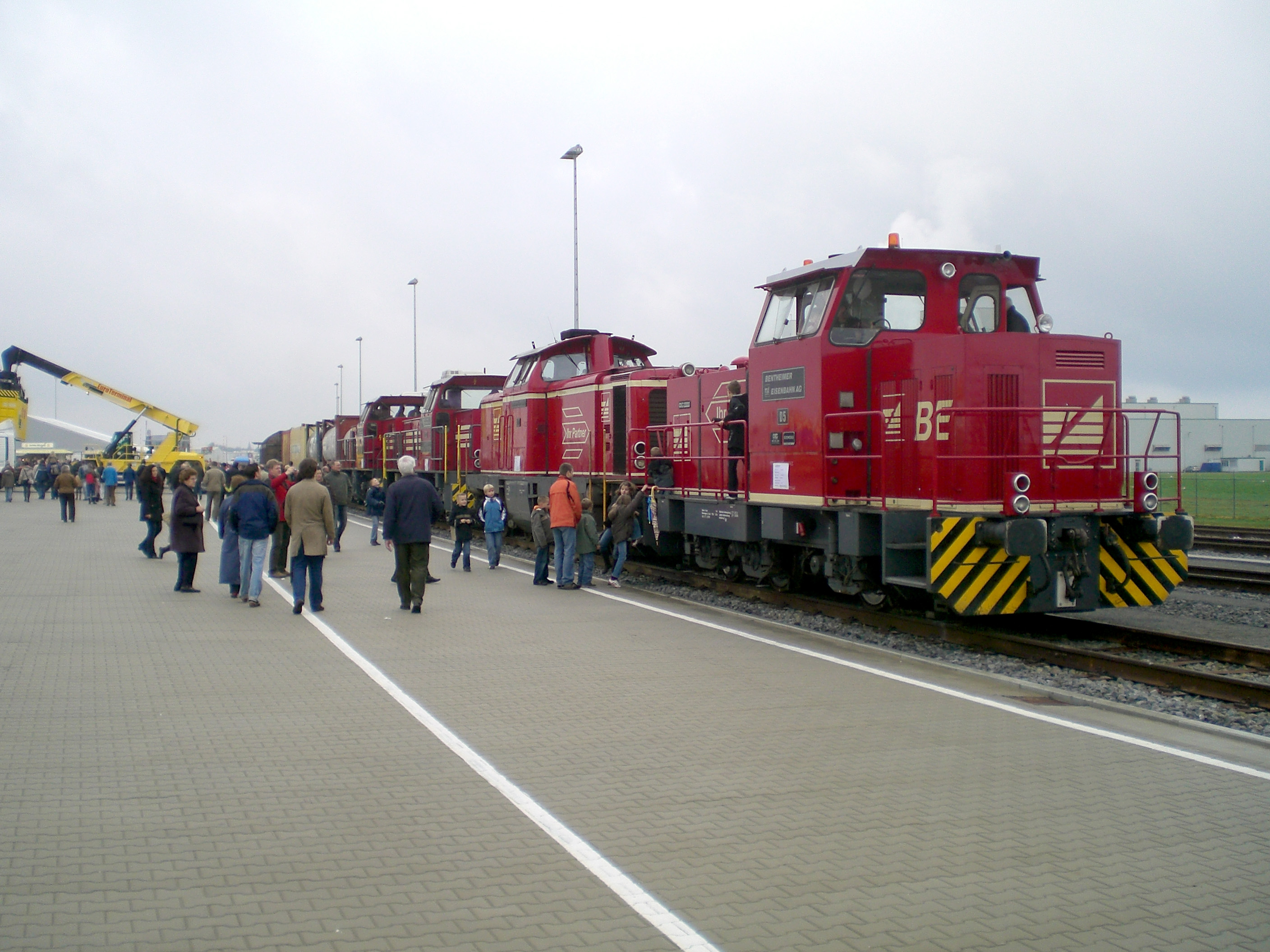
Euro-Terminal, Europark Coevorden met BE-locomotieven